# شارنیک
شارنیک (به صربی: Šarenik) یک منطقهٔ مسکونی در صربستان است که در ایوانئیتسا واقع شده‌است. شارنیک ۳۰٫۴۴ کیلومتر مربع مساحت و ۴۶۷ نفر جمعیت دارد.